# Municipio de Waring
El municipio de Waring (en inglés: Waring Township) es un municipio ubicado en el condado de Ness en el estado estadounidense de Kansas. En el año 2010 tenía una población de 100 habitantes y una densidad poblacional de 0,33 personas por km².

## Geografía
El municipio de Waring se encuentra ubicado en las coordenadas 38°37′24″N 99°40′51″O / 38.62333, -99.68083. Según la Oficina del Censo de los Estados Unidos, el municipio tiene una superficie total de 307.66 km², de la cual 307,58 km² corresponden a tierra firme y (0,03 %) 0,08 km² es agua.

## Demografía
Según el censo de 2010, había 100 personas residiendo en el municipio de Waring. La densidad de población era de 0,33 hab./km². De los 100 habitantes, el municipio de Waring estaba compuesto por el 100 % blancos. Del total de la población el 0 % eran hispanos o latinos de cualquier raza.